# إنسان سولو
إنسان سولو ويُعرف أيضا باسم إنسان منتصب القامة، هو نوع كان يُصنف سابقا في صنف الإنسان العاقل، أم اليوم فيُعتبر نوع من أنواع أشباه البشر المنقرضة الإنسان المنتصب. اكتُشف بين 1931 و1933 من قبل العالِم غوستاف رالف هاينريش فون كوينغسويل، من المعروف أن عينات هذا السلف قد تم استردادها من المواقع على طول نهر سولو الإندونيسي قرب جزيرة جاوة.
على الرغم من أن مجموعة من صفاته تتطابق أو بالأحرى تُشبه إلى حد كبير الإنسان المنتصب إلا أن بعض المميزات خاصة على مستوى العقل كانت غير عادية مما تسبب في التباس. لقد طرح هذا الموضوع العديد من المشاكل بخصوص الإنسان المنتصب وكيف كان سلوكه من حيث الابتكار واللغة. وفي هذا الإطار تجدر الإشارة إلى أن سعة الجمجمة تراوحت بين 1013-1251 سنتيمتر مكعب وتم وضعها من بين أكبر أدمغة أعضاء جنس الهومو.
بسبب العثور على أدوات انقرضت مع أسلاف الإنسان القديم وبعد القيام ببعض التشريحات تم تصنيف إنسان سولو في بداية الأمر ضمن سلالة الانسان العاقل ويُعتقد أن هذا الإنسان هو السلف الحديث من السكان الأصليين الأستراليين. ولكن بعد إجراء بحوثات أكثر دقة ودراسات أخرى شملت معظم النواحي تم الخلوص إلى أن إنسان سولو يُصنف ضمن سلالة الإنسان المنتصب.